# Cuscuta chapalana
Cuscuta chapalana är en vindeväxtart som beskrevs av Truman George Yuncker. Cuscuta chapalana ingår i släktet snärjor, och familjen vindeväxter. Inga underarter finns listade i Catalogue of Life.